# Dömölky Lídia

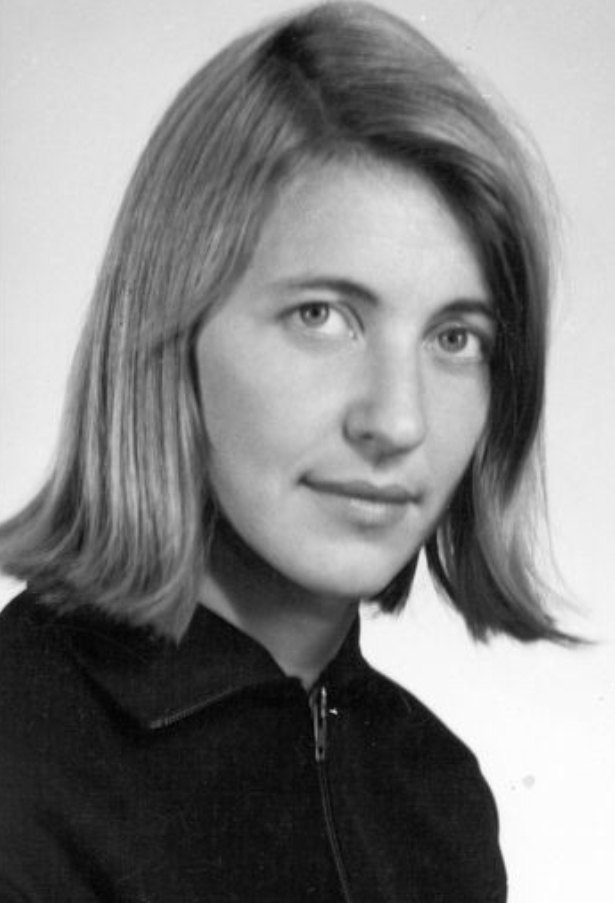
Sákovicsné Dömölky Lídia

Dömölky Lídia, Sákovics Józsefné (Budapest, 1936. március 9. –) a Nemzet Sportolója címmel kitüntetett olimpiai bajnok vívó, edző, szakíró. Férje Sákovics József vívó.

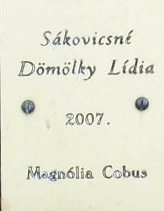
Dömölky Lídia egri emléktáblája az Érsekkertben

## Sportpályafutása
1949-től a Budapesti EAC, 1951-től a Budapesti Haladás, 1956-tól a Budapesti Vasas, majd 1958-tól a Budapesti Vörös Meteor tőrvívója volt. 1953-tól 1970-ig szerepelt a magyar válogatottban. 1956 és 1968 között négy olimpián vett részt. 1964-ben, Tokióban az Ágoston Judit, Dömölky Lídia, Juhász Katalin, Marosi Paula, Rejtő Ildikó összeállítású tőrcsapat tagjaként olimpiai bajnoki címet szerzett. Kétszer volt tagja ezüstérmes magyar tőrcsapatnak. Legjelentősebb egyéni sikereként 1955-ben, Rómában, tizenkilenc évesen világbajnoki címet szerzett. A melbournei olimpia után rövid időre az Egyesült Államokba utazott, de hazatért. Az aktív sportolástól 1970-ben vonult vissza. 2025. január 22-én a nemzet sportolójává választották az nem sokkal korábban elhunyt Keleti Ágnes helyére.

### Sporteredményei
- olimpiai bajnok (csapat: 1964)
- olimpiai 2. helyezett (csapat: 1960, 1968)
- ötszörös világbajnok (egyéni: 1955; csapat: 1953, 1955, 1959, 1967)
- négyszeres világbajnoki 2. helyezett (egyéni: 1963; csapat: 1961, 1963, 1966)
- világbajnoki 3. helyezett (csapat: 1956)
- Universiade-győztes (egyéni: 1963)
- veterán Európa-bajnok (csapat: 1996)
- hétszeres magyar bajnok (egyéni: 1955, 1959, 1960, 1964, 1965, 1966, 1968)

## Edzői és szakírói pályafutása
1978-ban a Testnevelési Főiskolán vívó szakedzői oklevelet szerzett. Visszavonulása óta női gimnasztikus testképzéssel foglalkozik. 1970-től a KSI vívószakosztályának edzője volt. 1976-tól a Képes Sport munkatársa, a Budapesti Honvéd Sportiskola, majd a Harvard Egyetem vívóedzője. Tagja volt a MOB női bizottságának.

### Főbb művei
- Sportol a baba és a mama; Sportpropaganda Vállalat, Bp., 1979

Berczik Sárával:
- A nő harmóniája. Torna Berczik Sára módra; Berczik Sára módszerét és gyakorlatait leírta és összeáll. Sákovicsné Dömölky Lidia; Hungaria Sport Reklám és Marketing Vállalat, Bp., 1988
- A gyermek harmóniája. Berczik Sára esztétikus testképző módszere; Berczik Sára módszerét és a pályatársak, munkatársak vallomásait leírta Sákovicsné Dömölky Lídia; Sport, Bp., 1990
- Mozgásfejlesztő és tartásjavító gimnasztika. Módszertani útmutató a 3-10 éves korosztály testi neveléséhez; módszer Berczik Sára, Sákovicsné Dömölky Lídia, gyakorlatok, foglalkozásvázlatok összeáll. Sigmondné Szollás Erzsébet; Művelődési és Közoktatási Minisztérium, Bp., 1992 (Iskolai testnevelési és sportfüzetek)

## Díjai, elismerései
- Magyar Fair play díj - trófea (fair play népszerűsítése kategória) (2013)[1]
- Csik Ferenc-díj (2016)[2]
- Prima díj (2016)
- A Magyar Érdemrend tisztikeresztje (2021)[3]
- A Nemzet Sportolója (2025)[4]